# Power Players
Power Players è una serie televisiva animata statunitense e francese del 2019, creata da Jeremy Zag e sviluppata dal gruppo Man of Action. È stata prodotta da Zagtoon e Method Animation, in coproduzione con France 4, Planeta Junior, WDR, Cartoon Network, Globosat e Discovery Kids (America Latina).
La serie è stata trasmessa per la prima volta negli Stati Uniti su Cartoon Network dal 21 settembre 2019 al 19 giugno 2021, per un totale di 78 episodi divisi in due stagioni. In Italia la serie viene trasmessa su Cartoon Network e Boomerang dal 20 aprile 2020 al 2 luglio 2021.

## Trama
Axel Mulligan, un bambino di 9 anni, scopre una nuova linea di giocattoli viventi creati dallo zio chiamata Power Players, che possono essere animati tramite dei braccialetti noti come Power Bandz. Il bambino fa quindi amicizia con alcuni giocattoli come la bambola lottatore di wrestling Masko, la lucertola star della televisione Galileo, l'orsetto di peluche Barbarorso e altri. Nel frattempo dovrà contrastare il malvagio Testa Matta, un esperimento mal riuscito dello zio intenzionato a rubare i Power Bandz e usarli per costringere l'umanità a diventare giocattoli sotto il suo potere.

## Episodi
| Stagione         | Episodi | Prima TV USA | Prima TV Italia |
| ---------------- | ------- | ------------ | --------------- |
| Prima stagione   | 52      | 2019-2020    | 2020            |
| Mini-Episodi     | 19      | 2020         | 2020-2021       |
| Seconda stagione | 26      | 2021         | 2021            |

### 1ª Stagione (2019-2020)
| N° | Titolo originale                | Titolo italiano               | Prima TV USA      | Prima TV Italia |
| -- | ------------------------------- | ----------------------------- | ----------------- | --------------- |
| 1  | A challenging game              | Una Partita impegnativa       |                   |                 |
| 2  | K.O.                            | KO                            |                   | 21 aprile 2020  |
| 3  | A dangerous exchange            | Uno scambio pericoloso        |                   | 21 aprile 2020  |
| 4  | Out of control                  | Fuori controllo               |                   | 22 aprile 2020  |
| 5  | Charge on a mission             | Charge in missione            |                   | 22 aprile 2020  |
| 6  | Attack at the convenience store | Attacco al MiniMarket         |                   |                 |
| 7  | Dr. Nautilus's plan             | Il piano del dr. Nautilus     |                   |                 |
| 8  | Anti virus device               | Dispositivo anti intrusi      |                   |                 |
| 9  | The master of the sky           | Il Padrone del Cielo          |                   |                 |
| 10 | The stuffed plush army          | L'esercito di orsi di pezza   |                   |                 |
| 11 | Traps and how to scan them      | Trappola di sabbia            |                   |                 |
| 12 | The umboxing part 1             | La scatola segreta - 1ª parte | 21 settembre 2019 | 20 aprile 2020  |
| 13 | The umboxing part 2             | La scatola segreta - 2ª parte | 21 settembre 2019 | 20 aprile 2020  |
| 14 | ThermoMetron 9000               | ThermoMetron 9000             |                   |                 |
| 15 | Unity is strength               | L'unione fa la Forza          |                   | 27 aprile 2020  |
| 16 | King Axel                       | Re Axel                       |                   | 27 aprile 2020  |
| 17 | Dodgeball                       | Palla Avvelenata              |                   |                 |
| 18 | Whoever wins takes it all       | Chi vince prende tutto        |                   |                 |
| 19 | On the side of the bad guys     | Dalla parte sbagliata         |                   | 28 aprile 2020  |
| 20 | The best Power Player           | La squadra migliore           |                   |                 |
| 21 | The toy found                   | Il giocattolo ritrovato       |                   | 28 aprile 2020  |
| 22 | The joke                        | Ci sei cascato, Amico!        |                   |                 |
| 23 | Axel's instinct                 | L'istinto di Axel             |                   | 29 aprile 2020  |
| 24 | The Seer Pyramid                | La Piramide veggente          |                   | 29 aprile 2020  |
| 25 | The good babysitter             | Il Bravo Baby-sitter          |                   |                 |
| 26 | The forbidden toy               | Il giocattolo proibito        |                   |                 |
| 27 | Challenge on the ice            | Sfida sul ghiaccio            |                   | 30 aprile 2020  |
| 28 | Too Elastic                     | Troppo elastico               |                   | 30 aprile 2020  |
| 29 | The king                        | Un regalo sospetto            |                   |                 |
| 30 | The Spinopun rock               | Il rock di Spinopunk          |                   | 4 maggio 2020   |
| 31 | Save Masko!                     | Salvate il soldato Masko      |                   | 4 maggio 2020   |
| 32 | Body exchange                   | Scambio di teste              |                   |                 |
| 33 | Halloween                       | Chi ha paura del buio?        |                   |                 |
| 34 | Annoying tentacles              | Tentacoli rampicanti          |                   |                 |
| 35 | Happy birthday!                 | Festa di compleanno           |                   |                 |
| 36 | Sergeant Charge in action!      | Missione di salvataggio       |                   |                 |
| 37 | The sergeant on the tips        | Il sergente sulle punte       |                   | 6 maggio 2020   |
| 38 | Princess in charge!             | Principessa al comando        |                   |                 |
| 39 | Kittens out of control          | Gattini fuori controllo       |                   |                 |
| 40 | Time out!                       | Conto alla rovescia           |                   |                 |
| 41 | Ice games                       | Giochi sul ghiaccio           |                   |                 |
| 42 | Prisoner                        | Prigioniero a tutti i costi   |                   |                 |
| 43 | Underground attack              | Attacco sotterraneo           |                   | 7 maggio 2020   |
| 44 | Halloween's night               | Dolcetto o Scherzetto?        |                   |                 |
| 45 | Like robots                     | Come i Robot                  |                   |                 |
| 46 | The second                      | La seconda occasione          |                   |                 |
| 47 | Mystery thefts                  | Furti misteriosi              |                   |                 |
| 48 | The trap                        | La trappola                   |                   |                 |
| 49 | A world of comics               | Un mondo a Fumetti            |                   |                 |
| 50 | The tooth ro                    | La corona sbagliata           |                   |                 |
| 51 | Verdi by g                      | Verdi d'invidia               |                   |                 |
| 52 | Revenge                         | Rivincita a Hockey            |                   |                 |

### Mini-Episodi (2020)
| N° | Titolo originale       | Titolo italiano        | Prima TV USA | Prima TV Italia |
| -- | ---------------------- | ---------------------- | ------------ | --------------- |
| 1  | The race on the stairs | La gara sulle scale    |              |                 |
| 2  | Crazy head             | Testa Matta            |              |                 |
| 3  | In the saddle!         | In sella!              |              |                 |
| 4  | Only the best!         | Solo i migliori!       |              |                 |
| 5  | Zoe                    | Zoe                    |              |                 |
| 6  | Beware of Luka         | Attenti a Luka         |              |                 |
| 7  | Bobbie Blobby          | Bobbie Blobby          |              |                 |
| 8  | A new look             | Un nuovo look          |              |                 |
| 9  | Barbarorso             | Barbarorso             |              |                 |
| 10 | Masko                  | Masko                  |              |                 |
| 11 | Axel                   | Axel                   |              |                 |
| 12 | Slobot                 | Slobot                 |              |                 |
| 13 | Galileo                | Galileo                |              |                 |
| 14 | Sergeant Charge        | Sergente Charge        |              |                 |
| 15 | Buuu!                  | Buuu!                  |              |                 |
| 16 | Power Confectioners    | Power Pasticceri       |              |                 |
| 17 | Emergency              | Emergenza              |              |                 |
| 18 | A great hiding place   | Un ottimo nascondiglio |              |                 |
| 19 | Clash of the Titans    | Scontro fra titani     |              |                 |

### 2ª Stagione (2021)
| Tot | N° | Titolo originale           | Titolo italiano         | Prima TV USA   | Prima TV Italia |
| --- | -- | -------------------------- | ----------------------- | -------------- | --------------- |
| 53  | 1  | Enemy friends              | Amici nemici            |                |                 |
| 54  | 2  | Music competition          | Gara di musica          |                |                 |
| 55  | 3  | The sleepover              | Il pigiama party        |                |                 |
| 56  | 4  | itch                       | Prurito                 |                |                 |
| 57  | 5  | Sephretic disasters        | Disastri segreti        |                |                 |
| 58  | 6  | Look over..                | Guardare oltre          |                |                 |
| 59  | 7  | A strange puppy            | Uno strano cucciolo     |                |                 |
| 60  | 8  | Double play                | Doppio gioco            |                |                 |
| 61  | 9  | Twin                       | Il sosia russo          |                |                 |
| 62  | 10 | A new team                 | Una nuova squadra       |                |                 |
| 63  | 11 | Midnight operation         | Operazione mezzanotte   |                |                 |
| 64  | 12 | The right spirit           | Lo spirito giusto       |                |                 |
| 65  | 13 | Masko in the bottle        | Masko in bottiglia      |                |                 |
| 66  | 14 | Dancing in the jungle      | La danza della giungla  |                |                 |
| 67  | 15 | The return of the Pyramid  | Il ritorno di Piramid   |                |                 |
| 68  | 16 | Double Axel, double game   | Maxel e Mattax          |                |                 |
| 69  | 17 | Charge Day                 | Charge al comando       |                |                 |
| 70  | 18 | Robot chaos                | Caos Robotico           |                |                 |
| 71  | 19 | On the track you are wrong | Sulla pista sbagliata   |                |                 |
| 72  | 20 | The New Robot              | Il nuovo Robot          |                |                 |
| 73  | 21 | Selfie!                    | Selfie!                 |                |                 |
| 74  | 22 | To steal                   | Il video rubato         |                |                 |
| 75  | 23 | Remote control chaos       | Caos telecomandato      |                |                 |
| 76  | 24 | Bad Axel                   | Il lato oscuro di Axel  |                |                 |
| 77  | 25 | Mad Big part 1             | Testa Grande - 1ª parte | 19 giugno 2021 | 2 luglio 2021   |
| 78  | 26 | Mad Big part 2             | Testa Grande - 2ª parte | 19 giugno 2021 | 2 luglio 2021   |

## Personaggi e doppiatori

### Personaggi principali
- Axel, voce originale di Kieran Walton, italiana di Marcello Gobbi.
- Masko, voce originale di Carlos Salazar, italiana di Gianluca Iacono.
- Sarge Charge, voce originale di Greg Chun, italiana di Marco Balzarotti.
- Barbarorso (in originale: Bearbarian), voce originale di Jamieson Price, italiana di Claudio Moneta.
- Bobby Blobby, voce originale di Reba Buhr, italiana di Beatrice Caggiula.
- Galileo, voce originale di Todd Haberkorn, italiana di Davide Fumagalli.
- Slobot, voce originale di Landon McDonald, italiana di Alessandro Zurla (Season 1), Simone Lupinacci (Season 2).
- Zoe, voce originale di Carolina Ravassa, italiana di Chiara Francese.
- Testa Matta (in originale: Madcap), voce originale di Paul Haapaniemi, italiana di Luca Ghignone.

### Personaggi ricorrenti
- Andrew, voce originale di Scott Whyte, italiana di Marco Balbi.
- Luka, voce originale di Aleks Le, italiana di Stefano Pozzi.
- Cleo LeBall, voce originale di Carolina Ravassa.
- Joyride, voce originale di Zach Aguilar.
- Orangutank e Porcupunk, voci originali di Steven T. Seagle e Scott Whyte.
- Principessa Sugar Salt, voce originale di Sona Movsesian, italiana di Emanuela Pacotto.
- Dynamo, voce originale di Todd Haberkorn.
- Ice Crusher, voce originale di Steven T. Seagle.
- Dott. Nautilus, voce originale di Richard Horvitz.
- Pyrant, voce originale di Neil Kaplan.

## Sigla
La sigla italiana è cantata dai Raggi Fotonici.